# Urmatt
Urmatt (Duits: Sulz unterm Wald) is een gemeente in het Franse departement Bas-Rhin (regio Grand Est). De gemeente behoort tot het kanton Mutzig in het arrondissement Molsheim. Urmatt telde op 1 januari 2022 1.476 inwoners.
Er staat station Urmatt.
Urmatt behoorde tot 1 januari 2015 tot het kanton Molsheim, tot het bij de kantonale herindeling onderdeel werd van het nieuwe kanton Mutzig. 

## Geografie
De oppervlakte van Urmatt bedroeg op 1 januari 2022 13,83 vierkante kilometer; de bevolkingsdichtheid was toen 106,7 inwoners per km². 

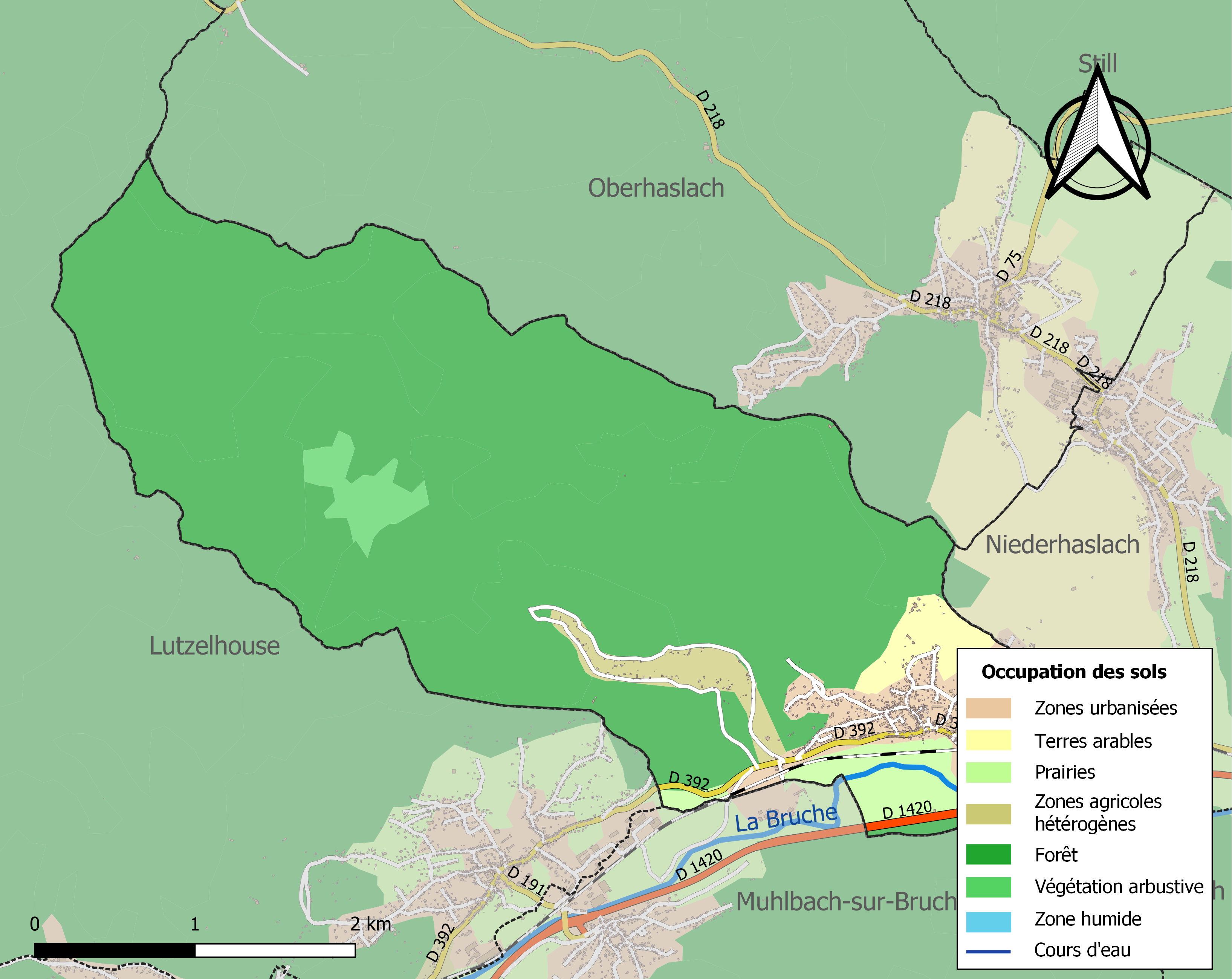
Kaart van de gemeente met de belangrijkste infrastructuur, bodemgebruik en omliggende gemeenten

## Demografie
Onderstaande figuur toont het verloop van het inwonertal, bron: INSEE-tellingen. 